# Meerut (dystrykt)
Meerut (dystrykt) (hindi मेरठ ज़िला, urdu ‏میرٹھ ضلع‎) – dystrykt w stanie Uttar Pradesh w Indiach.
Stolicą dystryktu jest miasto Meerut. Dystrykt wchodzi w skład Dywizji Meerut.